# Marina Smilec
Marina Smilec (bugarski Марина Смилец; ? – 7. travnja 1355.) bila je princeza Bugarske, kći cara Smilca i njegove supruge, carice Smilcene te starija sestra kraljice Teodore i cara Ivana II. Bugarskog.
Ne zna se kad je i gdje rođena, ali je to bilo prije nego što joj je otac postao car. 
Udala se za plemića Aldimira, koji je postao despot Krana, a ona je bila despina tog mjesta. Imali su jedno dijete, sina Ivana Dragušina. Marina je nadživjela sina te je imala unuka, s kojim je prikazana u jednoj crkvi.
Marina je postala redovnica Marija. Nakon smrti je pokopana u Skoplju.